# 戸村政博
戸村 政博（とむら まさひろ、1923年2月3日 - ）は、日本の牧師。

## 経歴
山口県出身。日本基督教神学専門学校（東京神学大学の前身）卒。日本基督教団の伝道委員会・社会委員会幹事をへて1975年浅草北部教会、のち日本堤伝道所の牧師。教団内の紀元節復活反対、戦争責任告白発表などを推進してきた。83年教団靖国神社問題特別委員会委員長。

## 著書
- 『キリストのかたちなるまで 苦難と形成』日本基督教団出版局 1970
- 『キリスト者と政治』日本基督教団出版局 キリスト教のポイント 1971
- 『いま、Xデーを考える』キリスト新聞社 1988
- 『この囲いの外の羊をも』新教出版社 1988
- 『日本はどこへ行くのか 天皇と神道と戦争責任』キリスト新聞社 1989
- 『即位礼と大嘗祭を読む 現代と王権』日本基督教団出版局 1990
- 『路上の生 山谷から』日本基督教団出版局 1992

### 共編著
- 『靖国闘争 終りなき自由への戦い』編 新教出版社 今日のキリスト教双書 1970
- 『日本人と靖国問題 続・靖国闘争』編著 新教出版社 今日のキリスト教双書 1971
- 『靖国問題と戦争責任 続々・靖国闘争』編著 新教出版社 今日のキリスト教双書 1973
- 『日本のファシズムと靖国問題 新・靖国闘争』編著 新教出版社 今日のキリスト教双書 1974
- 『神社問題とキリスト教』編 新教出版社 日本近代キリスト教史資料 1976
- 『天皇制国家と神話 「靖国」、思索と闘い』編著 日本基督教団出版局 1982
- 『神話と祭儀 靖国から大嘗祭へ』編著 日本基督教団出版局 1988
- 『天皇の代替わりとわたしたち』土肥昭夫共編 日本基督教団出版局 1988
- 『検証国家儀礼 1945～1990』土方美雄,野毛一起共著 作品社 1990
- 『対論・象徴と儀礼』桑原重夫共著 軌跡社 1990

### 翻訳
- H.H.シュライ, H.H.ヴァルツ, W.A.ホワイトハウス共著『聖書における法と正義』西田進共訳 日本基督教団出版部 1963
- ホーケンダイク『明日の社会と明日の教会』新教出版社 1966
- W.F.オールブライト『パレスティナの考古学』十時英二共訳 日本基督教団出版局 1986